# Папанаші
Папана́ші (рум. papanași) — традиційний румунський та молдавський десерт, що являє собою солодкі подвійні пончики з домашнього сиру з варенням і сметаною.
Румунія відкрила для себе пончики завдяки римлянам, коли ця країна стала частиною Римської імперії. Перший рецепт пончика, l'aliter dulcia, дано Марком Апіцієм в роботі De re coquinaria.
Слово papanași може походити від латинського слова papa або pappa, яке в перекладі з латини означає «дитяча їжа». Від латинського слова pappa походить італійське дієслово pappare, що означає «пожирати».
У традиційному рецепті папанаші формують з двох частин: нижню велику кульку з поглибленням або отвором у центрі, як основу, і маленький пончик зверху. При подачі нижній пончик заливають варенням, а верхній - сметаною. Папанаші смажать або варять протягом кількох хвилин у киплячій воді.